# اویلیکاندا
اویلیکاندا (به لاتین: Owilikanda) یک منطقهٔ مسکونی در سری‌لانکا است که در استان جنوبی (سری‌لانکا) واقع شده‌است.